# Acanthodillo commensalis
Acanthodillo commensalis là một loài chân đều trong họ Armadillidae. Loài này được Baker mô tả khoa học năm 1913.